# Вороньки (Лубенський район)
Вороньки́ — село в Україні, у Чорнухинській селищній громаді Лубенського району Полтавської області. Населення становить 2000 осіб. До 2018 орган місцевого самоврядування — Вороньківська сільська рада. 

## Географія
Село Вороньки знаходиться на березі річки Многа, вище за течією на відстані 1 км розташоване село Пізники, нижче за течією на відстані 0,5 км розташовані села Мелехи та Городище.
Через село проходить автомобільна дорога Т 1714.

## Історія
Вперше згадуються в 1641. В першій половині XVII століття входили до володінь Яреми Вишневецького. За переписом 1647 р. в селі налічувалось 145 господарств і 1 млин.
В 1648—1782 рр. входили до складу Городиської сотні Лубенського полку. В XVIII столітті в селі було збудовано церкву Різдва Богородиці.
М. А. Милорадович вважав Вороньки своєю батьківщиною та родинним маєтком.
Станом на 1886 рік Вороньки були центром Вороньківської волості у Лохвицькому повіті.
Населення у Вороньках за 1875-1878 роки:
- козаки;
- селяни (державні, поземельні, тимчасово зобов'язані);
- війнськовослужбовці (солдати, відставні солдати, побілетні солдати, відставні унтерофіцери);
- дворяни;
- священнослужителі (священники, паламарі або пономарі).

### Початок XX століття
У період 1909—1913 років село Вороньки мало статус містечка з двома діючими православними церквами.
Церква Христового Різдва. Священник — Михайло Окороков, писар — Петро Рибас.
Церква Різдва Богородиці. Священник — Дмитрій Чиясевський, писарі — Микола Юр та Олександр Прилепкін.
Жителі Вороньків того часу переважно ділилися на дві соціальні групи — козаки та селяни. Інколи у метричних книгах цього періоду можна зустріти міщан, ще рідше військовослужбовців.
Шлюби брали здебільшого з односельцями, але зустрічаються молоді із сусідніх сіл (наприклад, с. Пізники, с. Мелехи, с. Городище, с. Загребелля). За тодішніми традиціями, наречений одружувався у селі нареченої, якщо був з іншого села, а вже будував нову сім'ю у себе вдома, тому локації записів про шлюб молодят та народження їх дітей можуть різнитися.
Серед народжених немовлят зустрічаються близнята (двійні), однак 25 лютого 1913 року у сім'ї Петра Прокопієва Риженка та його дружини Євдокії Феодотової народилась трійня, що є великою рідкістю. Дітям дали імена Феодот, Марина та Євдокія. Хрестини були наступного дня 26 лютого 1913 року у Церкві Різдва Богородиці.
| Церква Христового Різдва | 1875 | 1876 | 1877 | 1878 | 1879 | 1880 | 1881 | 1882 | 1883 | 1884 | 1885 | 1886 | 1887 | 1888 | 1889 | 1890 | 1891 | 1892 | 1893 | 1894 | 1895 | 1896 | 1897 | 1898 | 1899 | 1909 | 1910 | 1911 | 1912 | 1913 |
| ------------------------ | ---- | ---- | ---- | ---- | ---- | ---- | ---- | ---- | ---- | ---- | ---- | ---- | ---- | ---- | ---- | ---- | ---- | ---- | ---- | ---- | ---- | ---- | ---- | ---- | ---- | ---- | ---- | ---- | ---- | ---- |
| Новонароджені            | 73   | 66   | 68   | 62   | 60   | 88   | 87   | 88   | 93   | 99   | 65   | 71   | 94   | 99   | 99   | 83   | 95   | 89   | Х    | 83   | 73   | 99   | 83   | 66   | 65   | 94   | 80   | 83   | 104  | 101  |
| Люди, які взяли шлюб     | 30   | 12   | 26   | 26   | 32   | 36   | 32   | 32   | 38   | 20   | 32   | 34   | 40   | 32   | 36   | 28   | 16   | 16   | Х    | 12   | 24   | 16   | 22   | 28   | 24   | 20   | 24   | 36   | 34   | 42   |
| Померлі                  | 39   | 32   | 35   | 46   | 195  | 51   | 50   | 56   | 62   | 52   | 45   | 32   | 58   | 59   | 53   | 64   | 33   | 56   | Х    | 32   | 49   | 43   | 51   | 24   | 44   | 45   | 58   | 61   | 64   | 38   |

| Церква Різдва Богородиці | 1875 | 1876 | 1877 | 1878 | 1879 | 1880 | 1881 | 1882 | 1883 | 1909 | 1910 | 1911 | 1912 | 1913 |
| ------------------------ | ---- | ---- | ---- | ---- | ---- | ---- | ---- | ---- | ---- | ---- | ---- | ---- | ---- | ---- |
| Новонароджені            | 132  | 143  | 119  | 140  | 133  | 149  | 157  | 176  | 139  | 143  | 131  | 145  | 154  | 136  |
| Люди, які взяли шлюб     | 44   | 38   | 34   | 40   | 56   | 64   | 38   | 46   | 78   | 62   | 102  | 74   | 56   | 44   |
| Померлі                  | 86   | 45   | 75   | 144  | 139  | 130  | 107  | 96   | 81   | 78   | 81   | 98   | 126  | 76   |

## Об'єкти соціальної сфери
Село має 5 магазинів, 2 бари. Діють школи, дитячий садок, ПТУ. Стадіон (на горі). Будинок культури, який розташований у приміщенні місцевого клубу.

## Промисловість
- цегельний завод,
- ПП «Олійниця»,
- млин.

## Інфраструктура
Міст (сполучає правий і лівий берег Вороньків).

## Релігія
В селі дві церкви — московська православна і євангелістська, два кладовища.
- Церква Різдва Богородиці

## Пам'ятки
- Будинок провіантського складу (Вороньки) початок XIX століття.

## Відомі люди
- Ващенко Василь Федотович (1850—1918) — фахівець у галузі бджільництва.
- Довгошей Микола Іванович (22.09.1935 — 20.07.2004) — професор Ужгородського державного університету, заслужений винахідник України, лауреат Державної премії в галузі науки і техніки.
- Маркевич Григорій Іпатійович (1849—1923) — український літератор і фольклорист, книговидавець, культурно-освітній і громадський діяч у Полтаві.

## Галерея

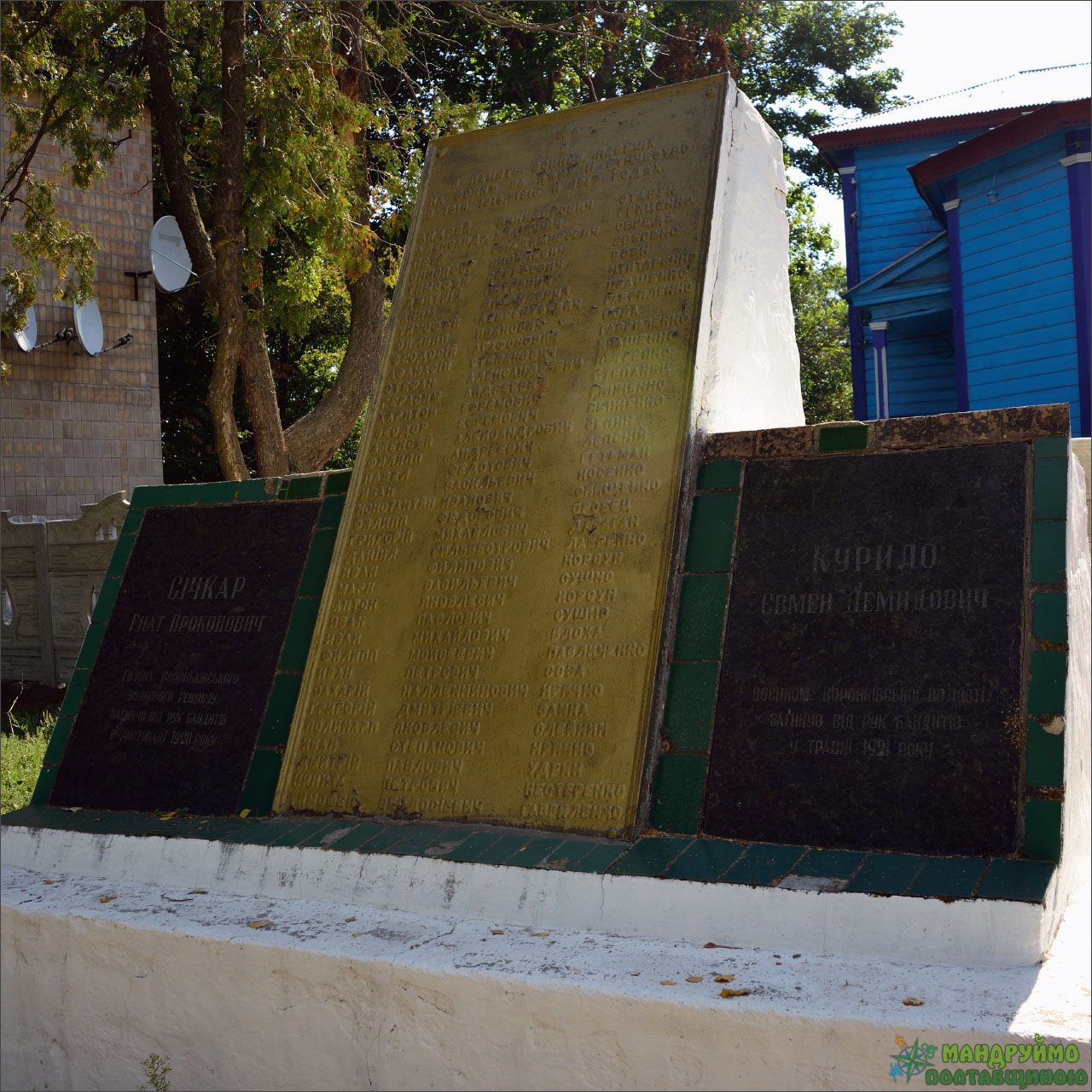
Могили І.П.Січкаря, Є.Д.Курило
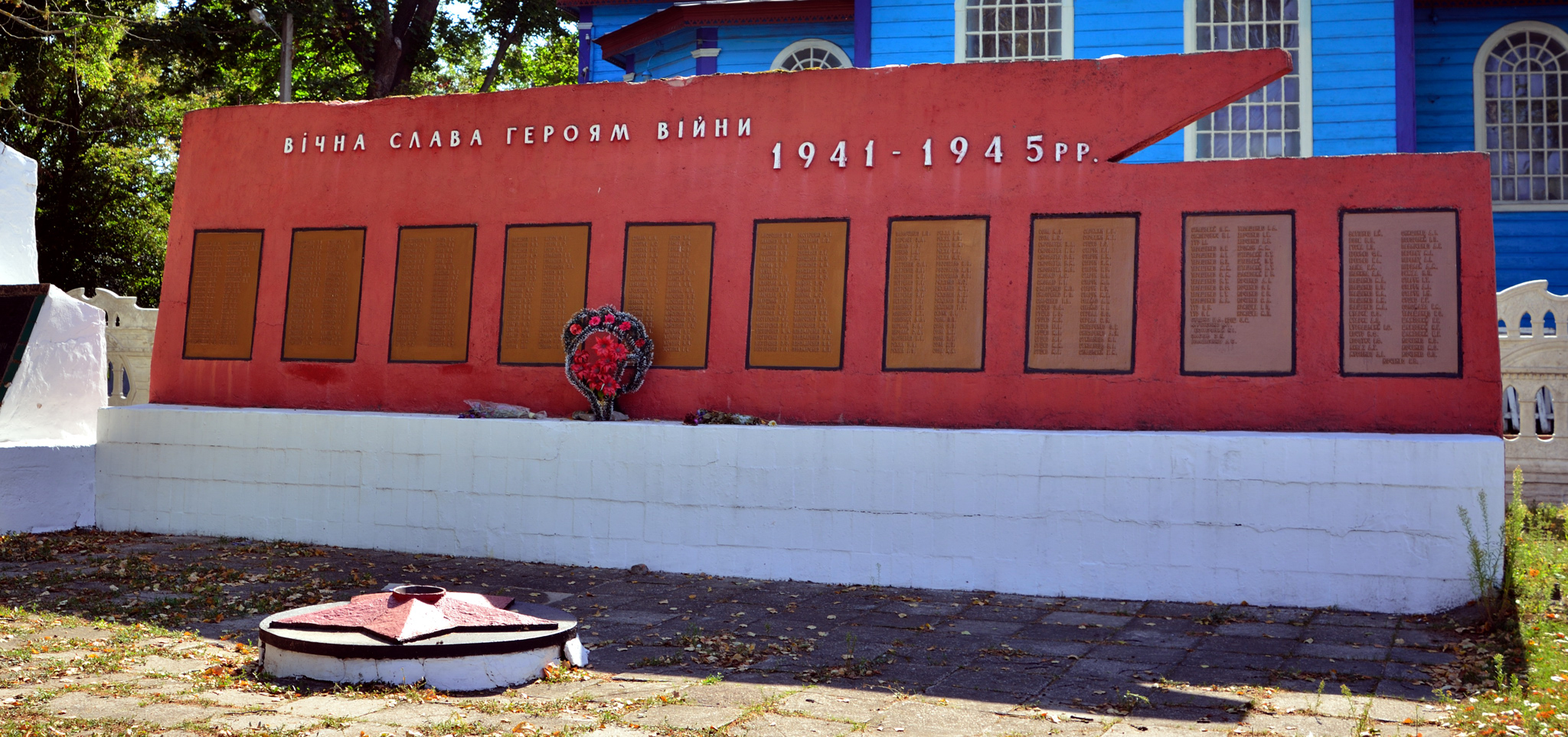
Пам’ятний знак полеглим воїнам-землякам
Братська могила радянських воїнів